# Mechili
Mechili (árabe: المخيلي) es un pequeño pueblo en Cirenaica, Libia, y el sitio de un antiguo fuerte turco. Está a casi 274 km (170 mi) al este de Bengasi y a 80 km (50 mi) al oeste de Timimi.

## Geografía
Debido a su ubicación en el desierto, Mechili sufrió en el pasado aislamiento. Sin embargo, este aislamiento terminó tras la pavimentación de la carretera desértica Charruba-Timimi entre los años 1975 y 1985, convirtiéndose en la ruta preferida para viajar entre Tobruk y Bengasi. El pueblo se encuentra a una altitud de 196 metros.

## Historia

### Segunda Guerra Mundial
- En enero de 1941, la fuerza británica denominada “Western Desert Force” bajo el mando del general Richard O'Connor (después de tomar Tobruk el 22 de enero) ejecutó un audaz movimiento de flanqueo y tomó Mechili de las fuerzas italianas el 27 de enero.
- El 7 de abril del mismo año, la división blindada italiana Ariete capturó la guarnición británica en Mechili[2] como parte de la primera ofensiva del teniente general alemán Erwin Rommel a través de Cirenaica con el objetivo de rodear a las fuerzas británicas, y esto ayudó a capturar a O'Connor cerca de Derna el mismo mes.
- El 18 de diciembre de 1941, las fuerzas británicas retomaron Mechili como parte de la Operación Crusader.
- A principios de febrero de 1942, las fuerzas de Rommel tomaron nuevamente Mechili como parte de su segunda ofensiva a través de Cirenaica.
- En noviembre de 1942, las fuerzas británicas ocuparon Mechili por última vez.